# フランス国立遠隔教育センター
フランス国立遠隔教育センター (Centre national d'enseignement à distance; CNED) は、遠隔教育を提供する国民教育省管轄の公立教育施設であり、テクノポール・ドュ・フュチュロスコープ(シャッスヌイユ＝デュ＝ポワトゥー, ヴィエンヌ県) に本部を置く。グルノーブル、リール、リヨン、ポワティエ、レンヌ、ルーアン、トゥールーズ、ヴァンブ、マルティニーク、グアドループ、レユニオンに拠点がある。現在、講座数約250、登録者数約23万人。日本では特にフランス人向け日本語教育、日本語教員養成、海外子女・帰国子女の教育において重要な役割を果たしている。フランス人向け日本語教育は初級・中級の講座がある。

## 使命
- 学校教育の一環としての遠隔教育
- 高等教育、職業教育、教員資格認定試験の準備等を含む生涯教育[7]
- デジタル教育：学業不振児および一部の教科の支援、小学生の英語学習、小学生のドイツ語学習（以下参照）
- 特別支援教育

## 沿革
(以下は公式サイトの「沿革」による)
- 1939年：戦争により教育制度に混乱が生じたため、一時的な解決策としてパリに通信教育サービスが設置された。
- 1944年5月30日付デクレ第1585号[9]により、国立通信教育センター (CNEPC) と改名され、当時の教育制度に基づく「リセ」として認定された。当初はとりわけ病気の子供、元捕虜、収容所生還者などの教育を施すことを重要な使命としたが、やがて職業教育、初等教育、教員資格認定試験の準備などにも対応するようになった。
- その後、国立ラジオ・テレビ通信教育センター (CNEPCRT)、国立遠距離教育センター (CNTE) などに改名され、さらに再び国立通信教育センター (CNEC) の名称が採用されるなどの経緯を経て、1986年に現在の国立遠隔教育センター (CNED) となり、国民教育省の管轄下に置かれた。登録者は20万人以上に達していた。
- 1996年、国家プロジェクトとしてインターネットによる教育「電子キャンパス」を開始した。
- 1999年の創立60周年の時点で世界200か国から265,000人が登録し、欧州およびフランス語圏最大の遠隔教育センターとなった（世界全体では第4位）。
- 2009年、国民教育大臣グザヴィエ・ダルコスの命を受けて「オンライン・アカデミー」[10]を設立。小学校から高等学校までの教育課程に対応する教材をダウンロードできるようになった。
- 2013年、国民教育・高等教育研究省のデジタル教育政策の一環として、コレージュ第1学年の学業不振児およびフランス語（国語）、数学、英語の生徒を対象としたデジタル学業支援のD’COL[11]、ならびに小学生の英語教育・学習の支援として小学生および小学校教員を対象とした English for Schools を立ち上げた。
- 2014年、障害者公務参入基金 (FIPHFP)[12]との連携により障害者向けのデジタル教育を提供。
- 2016年、English for Schools と同様の趣旨で、小学生のドイツ語教育・学習の支援として小学生および小学校教員を対象とした Deutsch Für Schulen を立ち上げた。